# Bernardo Garicochea
Bernardo Garicochea (Porto Alegre, 17 de janeiro de 1961 — São Paulo, 10 de outubro de 2024) foi um médico brasileiro, reconhecido por suas contribuições nas áreas de oncologia, hematologia e genética médica, com ênfase na oncogenética. Atuou como pesquisador, professor e clínico, sendo uma referência no estudo da genética do câncer e de doenças hereditárias no Brasil. 

## Formação acadêmica
Formou-se em Medicina pela Pontifícia Universidade Católica do Rio Grande do Sul (PUCRS) em 1983. Concluiu Mestrado em Farmácia (Análises Clínicas) pela Universidade de São Paulo (USP) em 1989. Posteriormente, realizou pós-doutorado em Biologia Molecular na Royal Postgraduate Medical School, em Londres, e em Genética Humana no Memorial Sloan Kettering Cancer Center, em Nova Iorque. 

## Carreira
Trabalhou em diversas instituições de referência, incluindo o Hospital Sírio-Libanês e o Centro Paulista de Oncologia, parte do Grupo Oncoclínicas. Foi coordenador de pesquisa clínica e chefe do setor de oncogenética no Sírio-Libanês, além de especialista em genética no Grupo Oncoclínicas e coordenador médico de análise de DNA germinativo na OC Precision Medicine. 

## Contribuições científicas
Suas pesquisas focaram na identificação de variantes genéticas associadas ao câncer hereditário na população brasileira, especialmente em genes como BRCA1 e BRCA2.  Seu trabalho foi essencial para a implementação de políticas de testagem genética no Brasil, além de contribuir para avanços na farmacogenômica e no aconselhamento genético. 

## Legado
A morte de Garicochea gerou comoção na comunidade médica, científica e civil, com emissão de notas de pesar.  Como homenagem aos serviços prestados para a sociedade, a Sociedade Brasileira de Oncologia Clínica renomeou o Prêmio SBOC de Pesquisa Oncológica Translacional para Prêmio Bernardo Garicochea de Pesquisa Oncológica Translacional. 